# Benet Mercadé i Fàbrega
Benet Mercadé i Fàbrega   (la Bisbal d'Empordà, 6 de març de 1821 - Barcelona, 10 de desembre de 1897) fou un pintor català.

## Biografia
Fill de Gaietà Mercadé Serra i Tomasa Fàbrega Sus, el seu pare era un pintor i daurador de la Bisbal. Oncle del compositor Eduard Mercader Carbonell.
El 1838 s'instal·là a Barcelona, on es dedicà al daguerreotip. El 1852 feu la seva primera exposició pictòrica, i un any més tard s'establí a Madrid on va anar a les classes de Carlos Luis de Ribera a l'Escuela Superior de Pintura y escultura. El 1858 viatjà a París i el 1863 a Roma. El 1869 tornà a Barcelona i va esdevenir un protegit del col·leccionista Leopold Gil, i el 1882 esdevingué catedràtic a l'Escola de la Llotja.
Rebé una inicial influència del natzarenisme (Colom a La Rábida, 1858), per passar després al realisme, sempre amb una tendència eclèctica. Se centrà a la temàtica històrica i religiosa: Les germanes de la Caritat (1860), Els darrers moments de fra Carles Clímac (1862), L'església de Cervara (1864), Translació del cos de Sant Francesc (1866). També conreà el retrat (Retrat de la senyora Anita amb vestit vermell, de 1872, present al MNAC; Autoretrat, 1880), on mostra un realisme molt més espontani, així com el paisatge.
A Catalunya es poden trobar obres seves exposades en diferents institucions públiques, entre elles el Museu Nacional (MNAC), la Reial Acadèmia Catalana de Belles Arts de Sant Jordi i la Biblioteca Museu Víctor Balaguer de Vilanova i la Geltrú.

## Obres destacades
- Figura
- Teresita
- Retrat de la senyora Anita amb vestit vermell

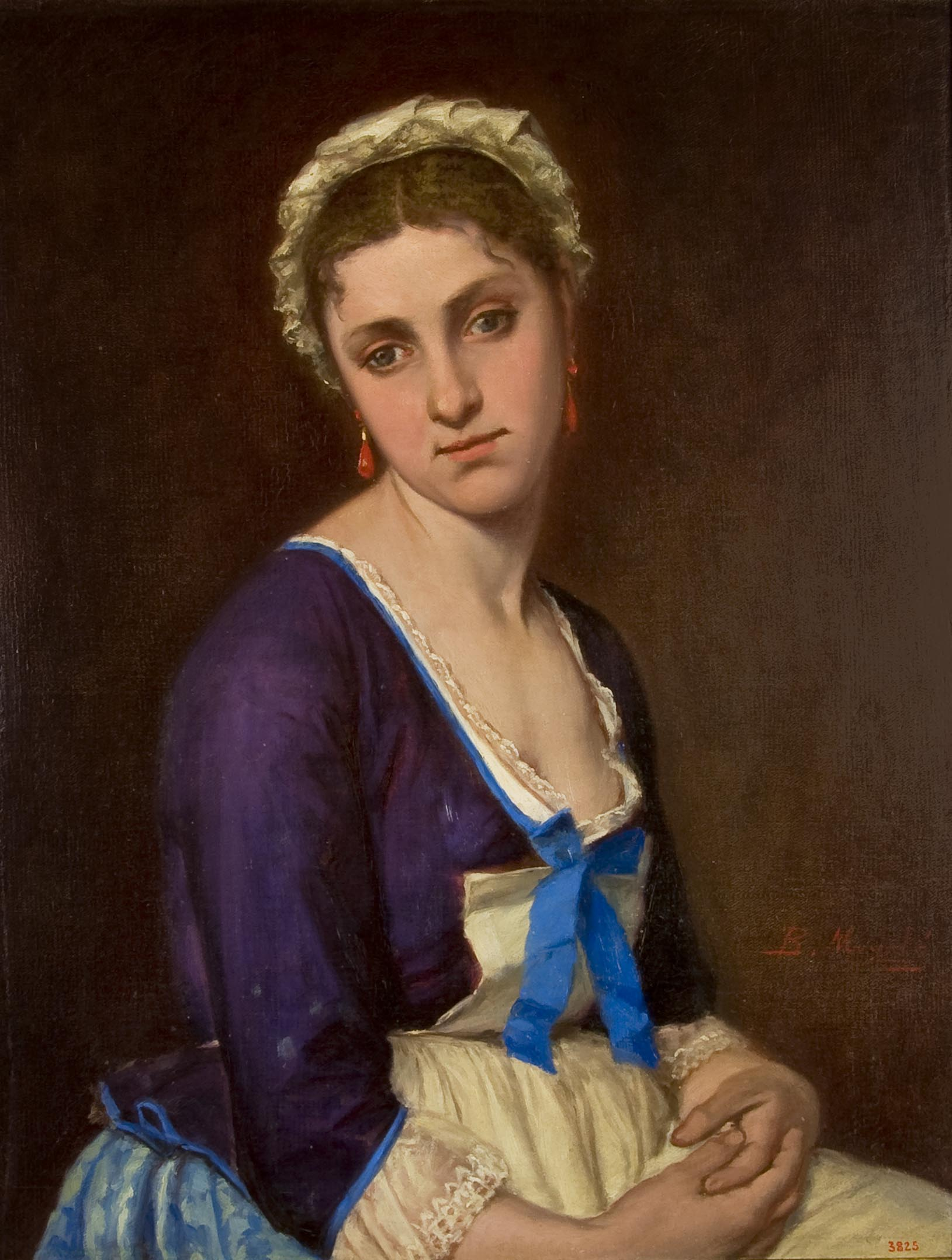
Retrat de dona jove, representada de tres quarts de cos, de costat, amb el cap girat mirant frontalment, i amb indumentària de cambrera o serventa d'època: cosset morat amb puntes a l'escot i llacet blau, faldilla endomassada en blau i davantal blanc. Duu el cabell recollit en una còfia i arracades de penjoll vermelles. Les mans, encreuades, reposen sobre la falda.

- Retrat Setcentista